# Alex Fontana
Alex Fontana (Lugano, 5 de agosto de 1992) é um automobilista suíço de ascendência grega.
Em agosto de 2011, Fontana fez sua estreia na GP3 Series, substituindo Vittorio Ghirelli na equipe Jenzer Motorsport para a penúltima rodada da temporada em Spa-Francorchamps. Depois de terminar em décimo quarto na primeira corrida, ele levou o último ponto da segunda corrida, terminando no sexto lugar. Foi incapaz de participar na última rodada do ano em Monza devido a um compromisso prévio de teste na Fórmula 3 e foi substituído por seu compatriota Christophe Hurni. Ele disputou a etapa final da temporada inaugural da Fórmula E.